# Catedrala Mitropolitană din Craiova
Biserica „Sf. Dumitru” - Domnească din Craiova este un monument istoric aflat pe teritoriul municipiului Craiova.
Biserica este numită în documente și „Domnească” (pentru că fusese zidită de Matei Basarab) sau ,,Băneasa’’(importanța sa în orașul banilor). Legenda povestește că această biserică datează din timpul întemeierii Craiovei (1205). Prima inscripție datează de la Matei Basarab. La 1723 Constantin Obedeanu repară stricăciunile făcute la biserică în urma evenimentelor din 1716-1718, acoperind-o cu șindrilă și zugrăvind-o. Cutremurul din 1838 nu i-a pricinuit pagube. Cu toate acestea biserica era atât de deteriorată încât la 1889 zidirea lui Matei Basarab a fost dărâmată și ridicată o nouă biserică. În 1933 biserica a fost redată cultului.
Este construcția din anul 1889 (prima atestare fiind la mijlocul secolului al XV-lea, refăcută la 1651, de voievodul Matei Basarab, după un proiect al arhitectului restaurator André Lecomte du Noüy, căruia îi aparține și pictura murală. Este o replică a bisericilor în plan de cruce greacă înscrisă.

## Istoric
Biserica veche a existat în mod cert înainte de domnia lui Matei Basarab, care a refăcut-o. Acest lucru îl aflăm de la Baksić care, vizitând Craiova în 1640, remarca aici „o biserică de piatră, mare și frumoasă cu cinci turle și un turn cu două clopote mari”. Biserica Sf. Dumitru a fost reclădită sau reparată în anul 1651 de către Matei Basarab, fiind una dintre ultmele ctitorii ale marelui Domn al Țării Românești.
De-a lungul veacurilor, biserica clădită de Matei Basarab a ajuns în stare de stricăciune, astfel încât aceasta a fost reparată în mai multe rânduri:
-          în 1690 boierul craiovean Petre Obedeanu i-a dres zidul și a acoperit-o din nou cu șindrilă;
-         în anul 1724 Constantin Obedeanu văzând că „din întâmplarea rămeriții ce au fost mai-nainte iara s-a fost stricat această biserică o au dres și o au acoperit cu șindrilă și au pus pietri și fiară la ferești, împreună cu sticle sus și jos și înfrumusețând-o cu zugrăveală”
-         Constantin Argetoianu a reparat biserica în două rânduri, ultima dată în 1774 a șindriluit-o, i-a pus fiare la ferestre și a zugrăvit-o din nou. 
-         În anul 1795 ajungând în stare proastă cuviosul arhimandrit Partenie, economul sfintei episcopii a Râmnicului din Craiova, pe cheltuiala sa a învelit-o și a împodobit-o.
Nu au lipsit nici daniile domnitorilor și boierilor pentru importanta biserică domnească din Craiova:
-         în 1750 domnitorul Grigorie al II-lea Ghica dăruiește casele bănești episcopului Grigorie Socoteanu. Ele vor fi reparate și vor cuprinde în curtea lor biserica Sf. Dumitru.
-         la 25 iunie 1754, Constantin Racoviceanu biv cel armaș, frate al răposatei jupânese Stanca Fărcăsanca dă la mâna episcopului Grigorie al Râmnicului o scrisoare în care arată că aceasta a dăruit „bisericii cei mari din orașul Craiovei unde se cinstește hramul sfântului marelui mucenic izvorâtorul de mir Dimitrie, toată partea de moșie din Viișoara ce este pe apa Tesluiului, sud Romanați”
-         în 1765 domnul Ștefan Mihai Racoviță dă biserica în grija episcopului Partenie al Râmnicului, făcând-o metoh al Episcopiei și rânduiește ca aici să fie școală pentru învățătura străinilor și a copiilor săraci, dar și pentru cei ce vor sa devină preoți. Tot acum dă bisericii Sf. Dumitru moșia Craiovei care nu va fi dată în altă parte.
În secolul XIX Biserica domnească a Craiovei trece prin vremuri grele. Nu se știe de ce, dar averea dobândită de-a lungul veacurilor începe a se irosi. Proprietățile acesteia se vând rând pe rând pentru a putea face reparațiile necesare bisericii. În anul 1838 cutremurul a deteriorat destul de mult biserica. Zidul de la altar era crapat în multe locuri, din când în când cădeau cărămizi din turlă, așa că în anul 1849 biserica se închide definitiv, nemaiputându-se repara.
În anul 1861, Cezar Boliac face un raport către Ministerul Cultelor în care arată jalnica situație în care se afla atunci biserica și nevoia unei reparații grabnice. Totuși biserica rămâne încă în ruină, iar în 1858 caimacanul Țării Românești Alexandru Dimitrie Ghica a bătut o medalie privitoare la rezidirea bisericii Sf. Dumitru, dar rezidirea bisericii nu a avut loc. 
ARHITECTURA DINAINTE DE RECONSTRUCȚIE
Vechea arhitectură a Bisericii avea planul bisericii de astăzi, având forma bisericilor bizantine de tip constantinopolitan, ca și Biserica Domnească din Curtea de Argeș. Dimensiunile probabile erau de peste 30 de metri lungime și 15 metri lățime. 
Naosul era în formă de cruce greacă. Bolțile erau desemnate în interior și în exterior, pe acoperiș, de unde rezultau și cele două frontoane laterale rotunjite.
Altarul avea două abside laterale înalte până la cornișa principală, în loc de a fi joase, ca la biserica nouă, care se inspiră în această privință după bisericile bizantine din Orient.
Pronaosul nu poate fi precizat din vechile fotografii. Peste ele se ridicau două turle egale și alăturate, ca la Biserica Domnească din Târgoviște. 
Pridvorul monumental se ridică până la nivelul cornișei bisericii. El avea în fațada principale patru arcade înalte de proporții impunătoare, încoronate prin arcuri cu vârf, iar la mijloc era ușa joasă care fusese distrusă mai de mult. Peste ușa de la intrare, la o înălțime mai mare se află pictat hramul catedralei într-un cerc mare. Pridvorul mai avea și intrări laterale, fațadele în aceste părți erau însă pline, fără arcade.

## Noua catedrală
În anul 1889 s-a hotărât să se reconstruiască această biserică. S-a dărâmat ruina ce mai rămăsese din biserica de odinioară și la 12 octombrie s-a pus piatra de temelie. 
Catedrala mitropolitană SF. Mare Mucenic Dimitrie a fost restaurată de arhitectul francez Emile André Lecomte du Nouy. Arhitectul constructor a refăcut de jos și până sus monumentul cu elemente din cele vechi, imitând pe cât se putea linia generală, adăugând uneori și elemente noi. Du Nouy a restaurat mai multe biserici din țară printre care și mânăstirea Curtea de Argeș, dar și biserica Sf. Treime din Craiova. Toate bisericile refăcute de el au aceeași metodă: se dărâmă complet și construiește clădirile din nou.
În situația dată, catedrala a fost dărâmată întrucât nu se mai putea face nimic pentru a repara acest monument. Aceasta era crăpată în numeroase locuri și legată cu un cerc de fier, ca să nu se surpe. În biserică ploua peste tot, iar pe acoperiș crescuse un dud. 
Planul clădirii actuale este dreptunghiular în cruce greacă, cu arcade oarbe caracteristice. Turlele mărețe se înalță desăvârșind perfecțiunea generală a monumentului. 
Biserica actuală este lungă de 34,65 m, lată de 16m. Lungimea este măsurată din centrul absidei principale a altarului, până în partea de răsărit a pridvorului. Temelia este din blocuri de piatră de calcar paralelipipedice, neegale și e înaltă de 2,30 m.
Corpul clădirii este de la temelie în sus format din zidărie de cărămidă aparentă alternând cu blocuri de piatră, fiind dispuse astfel: la trei rânduri de cărămizi, un rând de blocuri, late cam cât cele trei rânduri de cărămizi. 
Pe cele două laturi ale bisericii sunt câte cinci ferestre; două la pronaos și trei la naos. Chenarul lor este dreptunghiular din blocuri de piatră cu un ornament simplu.  Deasupra chenarelor se află arcade semicirculare din cărămidă aparentă.
În rând cu ferestrele sunt făcute arcade oarbe, identice cu cele din jurul ferestrelor. În ansamblul lor, ferestrele și arcadele sunt așezate astfel: spre altar cinci arcade oarbe, apoi în mijloc cele trei ferestre de la naos, trei arcade oarbe, cele două ferestre de la pronaos și lângă pridvor o arcadă. Deasupra acestora cam la 1,5 m distanță este un nou șir de arcade mai mici, pe jumătatea celor de jos. 
Sub streașină se află două rânduri de zimți din cărămidă, cel de jos mai gros, compus din trei cărămizi suprapuse, cel de deasupra având grosimea unei cărămizi. Streașina este mică și făcută din blocuri mari de piatră.
În dreptul naosului se ridică, în exterior, și de o parte și de alta a bisericii, bolțile de zidărie caracteristice bisericilor cu planul de cruce greacă. În arcada acestor bolți sunt câte trei ferestre. O asemenea boltă este și deasupra intrării în pronaos.
Altarul are trei despărțituri (abside), cea din mijloc fiind mai lungă și mai mare decât celelalte. Absida centrală are trei ferestre, câte una pe fiecare latură. Deasupra ferestrelor se află câte două arcade oarbe mari, și mai sus de ele sunt pe fiecare latură a absidei câte patru arcade oarbe mai mici. La absida laterala a diaconiconului se află ușa prin care se pătrunde în altar. 
Biserica are trei turle de cărămidă. Două sunt mai mici, octogonale, așezate pe pronaos și una mai mare cu 12 laturi așezată pe naos. Sunt înalte și se termină sus cu cruci cu șapte brațe. Pe fiecare latură a turlelor este câte o fereastră adâncită în zid. Sus este terminată în boltă semicirculară. Deasupra ferestrelor se găsesc două arcuri de cărămidă și două rânduri de zimți din cărămidă. 
Acoperișul este în trei etaje. Pe partea centrală a bisericii și pe bolțile de lângă turla cea mare, acoperișul este mai înalt. Pe părțile laterale ale bisericii, este un acoperiș mai jos, la înălțimea acoperișului pridvorului. La absidele laterale ale altarului este acoperiș separat, mai jos decât al pridvorului. Învelitoarea este de aramă și pe biserică și pe turle.
Pridvorul este deschis, susținut de opt stâlpi dintre care șase sunt octogonali și de piatră, ar cei doi de la colțurile din față ale pridvorului sunt pătrați, mai groși și zidiți din blocuri paralelipipedice de piatră și straturi de cărămidă aparentă. Lungimea pridvorului este de 4,8 m. prin față și prin părțile laterale se pătrunde în pridvor urcând patru trepte. 
În partea dreaptă a ușii e inscripția din vremea lui Matei Basarab și transcrierea ei în litere latine. În partea stângă este inscripția din 1933. Chenarul din jurul ușii este de piatră sculptată frumos. Sus se termină în boltă semicirculară.  Ușa bisericii este din bronz în două canaturi. Pe ea sunt executate artistic motive geometrice. 
Pronaosul este despărțit de naos prin doi stâlpi masivi cu baza dreptunghiulară având lungimea de 2,25m și lățimea de 1,25m. În rând cu el, către altar sunt așezați alți patru stâlpi exagonali, care susțin turla cea mare. Astfel în interiorul bisericii sunt șase stâlpi așezați în așa fel încât biserica este împărțită în lungul ei în trei: partea centrală mai largă și părțile laterale, care corespund absidelor laterale ale altarului. 
Stranele din biserică sunt din stejar sculptat. 
Catapeteasma este din ipsos lucrată în 1933.
Pictura este opera pictorilor francezi Menpiot și Bories.  Chipurile sfinților nu sunt după ermina ortodoxă, ci sunt rotunjite și frumoase, după moda apuseană. La pictură s-a întrebuințat mult aur. A lucrat la picturile ornamentale din biserică și pridvor și pictorul neamț Gustav Nill, mort în Craiova în 1945. Catapeteasma a fost pictată în 1933 de pictorul Iosif Keber.
În această catedrală au fost înscăunați toți mitropoliții Olteniei de-a lungul vremii: 
-         Nifon Criveanu (21 decembrie 1939 – 20 aprilie 1945)
-         Firmilian Marin (28 decembrie 1947 – 29 octombrie 1972) 
-         Teoctist Arăpașu (28 februarie 1973 – 25 septembrie 1977)
-          Nestor Vornicescu (23 aprilie 1978 – 17 mai 2000)
-         Teofan Savu (22 octombrie 2000 – 8 iunie 2008)
-         Irineu Popa (din 27 iulie 2008 până în prezent)
În interiorul bisericii se odihnesc vrednicii de pomenire Mitropoliții Olteniei Firmilian și Nestor, în mormintele amplasate de-a dreapta și de-a stânga naosului. 
În interiorul catedralei se găsesc moaștele Sfântului Ierarh Nifon, Patriarhul Constantinopolului, ale Sfinților Serghie și Vah, și ale Sfintei Mucenițe Tatiana. 

## Legături externe
- Mitropolia Olteniei
- Catedrala Mitropolitana "Sf. Dumitru" din Craiova Arhivat în 10 august 2012, la Wayback Machine., SfantulDumitru.com
- Catedrala Mitropolitana Craiova - Manastirea Sfantul Mare Mucenic Dimitrie - sumar, CrestinOrtodox.ro
- Catedrala Mitropolitana din Craiova - Sfantul Dimitrie, 5 iulie 2012, CrestinOrtodox.ro
- Samanta crestina[nefuncțională]
, 17 iulie 2006, Mihai Gavrila, Jurnalul Național
- Cea mai veche biserică din Craiova[nefuncțională]
, 6 ianuarie 2009, Diac. Ioniță Apostolache, Ziarul Lumina
- Catedrala Olteniei la 1900[nefuncțională]
, 30 august 2010, Adrian Nicolae Petcu, Ziarul Lumina
- Paraclisul mitropolitan din Craiova, mărturie a tradiției populare gorjene[nefuncțională]
, 14 februarie 2009, Diac. Ioniță Apostolache, Ziarul Lumina